# Ірод цар за Христом ганявся
Ірод цар за Христом ганявся — жартівлива колядка. Виконується у вертепній драмі. У пісні цар Ірод, що є обов'язковою дійовою особою у вертепі, виставляється на посміховище. 
Серед видатних виконавців колядки був Іван Козловський.

## Текст

Ноти колядки «Ірод цар за Христом ганявся»

Ірод-цар за Христом ганявся,
Удвох: 
 Він за ним дуже побивався.
Всі швиденько: 
 На сідельці не вдержався,
 З кобильчини він зірвався.
маленька пауза, повільно: 
 Та й упав на діл.
(Повторити три останні рядки)
 Іродиха, як теє зачула,
 Що зірвалась у царя підпруга,
 Схопилася з ліжка боса
 І як є простоволоса
 Йому навздогін. 
 Він лежить, ледве дух одводить,
 Кобильчиха 
 Кругом нього ходить,
 Йому в очі заглядає,
 Хвостом мухи одганяє.
 Ще й приска на вид!